# سکالیتسه (منطقه تابور)
سکالیتسه (به چکی: Skalice) یک منطقهٔ مسکونی در جمهوری چک است که در منطقه تابور واقع شده‌است. سکالیتسه ۱۵٫۰۸ کیلومتر مربع مساحت و ۴۶۶ نفر جمعیت دارد و ۴۳۰ متر بالاتر از سطح دریا واقع شده‌است.